# بومبایلا دوی لایشارم
بومبایلا دوی لایشارم (انگلیسی: Bombayla Devi Laishram؛ زادهٔ ۲۲ فوریهٔ ۱۹۸۵) کماندار زن اهل هند است.
وی در مسابقات کشوری و بین‌المللی در مجموع برندهٔ ۵ مدال طلا، ۶ مدال نقره، ۵ مدال برنز شده‌است.